# مارتين كوريغان
مارتين كوريغان (بالإنجليزية: Martyn Corrigan)‏ هو مدرب كرة قدم ولاعب كرة قدم بريطاني، ولد في 14 أغسطس 1977 في غلاسكو في المملكة المتحدة. شارك مع منتخب اسكتلندا الثانوي لكرة القدم ‏. أما مع النوادي، فقد لعب مع نادي بارتيك ثيسل ونادي دندي ونادي روس كاونتي ونادي ستنهاوسموير ونادي فالكيرك ونادي كيلمارنوك ونادي ماذرويل.

## وصلات خارجية
- مارتين كوريغان على موقع قاعدة بيانات كرة القدم.إي يو (الإنجليزية)
- مارتين كوريغان على موقع Soccerbase.com (لاعب) (الإنجليزية)